# Charles Percier
Charles Percier (född i Paris, 22 augusti 1764. död i Paris, 5 september 1838), fransk arkitekt.

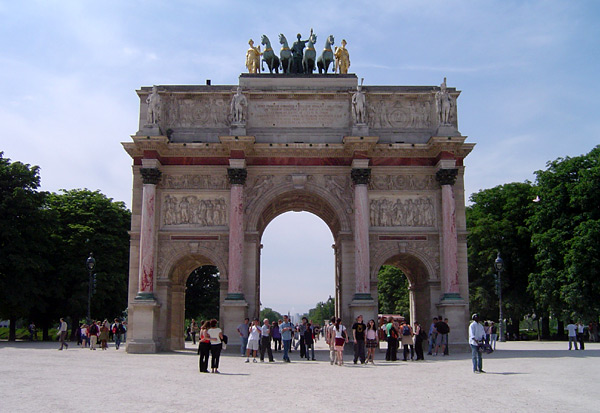
Arc de Triomphe du Carrousel ritad av Percier och Fontaine.

Percier anses tillsammans med Pierre Francois Leonard Fontaine ha skapat empirstilen, en nyklassicism som var grundad på studier av arkeologiska lämningar och fynd. Percier studerade för Antoine-François Peyre och erhöll 1786 Prix de Rome. Tillsammans med Fontaine vistades han vid Franska akademien i Rom och kunde på plats studera den romerska antiken. Efter återkomsten till Paris vid mitten av 1790-talet blev de Frankrikes främsta inrednings- och möbelarkitekter och fick mängder av beställningar. 1801 utnämnde Napoleon I Fontaine till statlig arkitekt, en tjänst han kom att dela med Percier till och med 1804. De var ansvariga för att inreda palatsen Fontainebleau, Strasbourg och Versailles. De omgestaltade Rue de Rivoli och Rue de la Paix i Paris till paradgator med representativa enhetliga fasader med arkader i bottenvåningen. 
Som deras mest framstående verk brukar nämnas Arc de Triomphe du Carrousel (1806-1807) som står vid Louvren. Triumfbågen är inspirerad av Septimus Severus triumfbåge i Rom. 
Percier och Fontaine gav ut häften med ritningar som spreds över hela Europa vilket i sin tur bidrog till att sprida empirstilen, mest är Recueil de décorations intérieures (1812).
De båda arkitekterna levde tillsammans, förmodligen i ett parförhållande.